# Zjednoczone Centrum
Zjednoczone Centrum (ukr. Єдиний Центр) – ukraińska partia polityczna o centroprawicowym, personalistycznym charakterze.
Partia została faktycznie założona w lipcu 2008. Formalnie jej powołanie nastąpiło przez przejęcie niewielkiego ugrupowania PPW przez grupę znanych polityków i rozwinięcie jej działalności.
Ugrupowanie utworzyli stronnicy prezydenta Wiktora Juszczenki, należący dotąd do Ludowego Związku „Nasza Ukraina” lub będący bezpartyjnymi działaczami bloku prezydenckiego, a także niektórzy politycy powiązani ze zmarginalizowaną Partią Ludowo-Demokratyczną.
Na czele partii stanął poseł Ihor Kril. Wśród liderów znaleźli się m.in. Oksana Biłozir, Wiktor Topołow i Wiktor Bałoha. W 2012 trzech przedstawicieli partii uzyskało mandaty w okręgach wyborczych. W 2019 pod szyldem ugrupowania do parlamentu wybrany został Wiktor Bałoha. W 2020 formacja przyjęła nazwę Drużyna Andrija Bałohy (ukr. Команда Андрія Балоги), a na jej czele stanął syn Wiktora Bałohy.